# Veerle Dejaeger
Veerle Dejaeger (Vilvoorde, 1 juli 2000) is een Belgisch actrice. Ook heeft ze een diploma als handelsingenieur behaald. Dejaeger is vooral bekend van de jeugdserie wtFOCK. 

## Filmografie
| Jaar       | Titel                         | Rol              |
| ---------- | ----------------------------- | ---------------- |
| 2018–2021  | wtFOCK                        | Zoë Loockx       |
| 2021–2022  | Mijn slechtste beste vriendin | Zomer Delaet     |
| 2021       | Grond                         | Kassierster      |
| 2022       | The Window                    | Lianne           |
| 2023       | Assisen                       | Iris De Laet     |
| 2023       | Déjà Vu 2                     | Lindsay Geraerts |
| 2024       | Kameleon                      | Ellen            |
| 2024-heden | 9 feestjes voor de kater      | Celie            |
| 2024       | Onopgelost                    | Vera Bretonnier  |